# Diplusodon thysanosepalus
Diplusodon thysanosepalus là một loài thực vật có hoa trong họ Lythraceae. Loài này được Lourteig & Sandwith mô tả khoa học đầu tiên năm 1964.